# フィットン・ジェラード (第3代マクルズフィールド伯爵)
第3代マクルズフィールド伯爵フィットン・ジェラード（英語: Fitton Gerard, 3rd Earl of Macclesfield、1663年10月15日洗礼 – 1702年12月26日）は、イングランド王国の貴族、政治家。ホイッグ党所属。

## 生涯
初代マクルズフィールド伯爵チャールズ・ジェラードとジェーン・ド・シヴェル（Jane de Civelle、ピエール・ド・シヴェルの娘）の息子として生まれ、1663年10月15日に洗礼を受けた。1673年7月1日、オックスフォード大学クライスト・チャーチに入学した。1689年よりランカシャーおよびウェールズ副統監を務めた。
1689年イングランド総選挙でコート派の候補としてワイト島のヤーマス選挙区で当選したが、議会ではあまり活動的ではなく、1690年イングランド総選挙でラッドロー選挙区から出馬して落選した。ジェラードによる選挙申し立ての結果、ラッドロー選挙区の選挙は同年10月6日に無効とされたが、ジェーラドは続く補選には出馬しなかった。1693年末には兄チャールズの支持を受けてクリザロー選挙区で出馬、接戦の末に当選を果たしたが、1694年2月2日に選挙無効の裁定が下されたため4月に補選が行われ、ジェラードは再び当選した。
1695年イングランド総選挙では出馬しなかったが、1697年2月に兄の支持を受けてランカスター選挙区で当選、1698年イングランド総選挙でランカシャー選挙区に鞍替えして再選された。1701年1月イングランド総選挙で再選を目指したが落選、選挙申し立ても失敗した後、同年11月5日に兄チャールズが死去すると、マクルズフィールド伯爵位を継承した。兄が遺言状で遺産を第4代ムーン男爵チャールズ・ムーンに譲ったが、第4代ハミルトン公爵ジェイムズ・ハミルトンとジェラードがそれぞれ裁判を起こして争った。
ムーン男爵との裁判がまだ決着していない1702年12月26日に生涯未婚のまま死去、爵位は全て断絶した。

## 評価
『英国下院史』はフィットンを最晩年まで兄の影に隠れて生きたと評した。